# Университет Святого Иосифа (Уэст-Хартфорд)
Университет Святого Иосифа (англ. University of Saint Joseph) — небольшой католический университет, ранее известный как Колледж Святого Иосифа, расположенный в городе Уэст-Хартфорд, в штате Коннектикут, США. Основан в 1932 году католической женской монашеской конгрегацией Сёстры Милосердия.
Особенностью университета является то, что на программы бакалавриата принимаются только женщины, на уровнях магистратуры и докторантуры осуществляется смешанное обучение.